# MX4D
MX4D는 미국의 기업 미디어메이션(MediaMation)에서 개발한 4D 영화 시스템으로 모션, 냄새와 습도와 같은 환경적 영향으로 영화를 보강한다. 스크린 모션과 동기화하여 앞뒤로 좌석이 움직이며, 극장 좌석에 공기 분사, 촉각 효과, 기타 기술을 사용한다. 대한민국의 기업 CGV에서 개발한 4DX와 경쟁 구도이지만, 4DX의 점유율이 훨씬 높다.

## 역사
이 시스템은 《헨젤과 그레텔: 마녀 사냥꾼》의 개봉과 함께 상업적으로 도입되었다. 멕시코의 영화관 체인 시네멕스는 멕시코시티의 산타페에 첫 MX4D 상영관을 개관했다.
2014년 5월 6일, 콜롬비아의 시네 콜롬비아는 《어메이징 스파이더맨 2》 개봉과 함께 콜롬비아 바랑키야 센트로 코메르시알 부에나비스타 쇼핑몰에 디나믹스 4D라는 레이블이 붙은 첫 MX4D 극장을 개관하였다.
2014년 3월 26일, 미디어메이션은 샌타로사 엔터테인먼트와 미국 최초의 MX4D 시스템 설치 계약을 체결했다. 최초 중 하나는 2014년 6월 27일 캘리포니아주 옥스나드에 있는 플라자 시네마 14 극장에서 《트랜스포머: 사라진 시대》 개봉에 처음 사용되었다. 
2023년9월 한국도입(롯데시네마 월드타워점,수원점)이 확정되었다

## 같이 보기
- 4차원 영화